# NGC 7774
NGC 7774 este o galaxie situată în constelația Pegas. A fost descoperită în 9 august 1886 de către Lewis A. Swift.